# Willem Vrakking
Willem J. Vrakking (1943) is een Nederlands ingenieur, bedrijfseconoom, organisatiekundige, professor, en organisatieadviseur. Vrakking is bekend als medeoprichter van de Holland Consulting Group HCG, en voor zijn werk op het gebied van theorie over innovatie en veranderingsmanagement.

## Levensloop
In de jaren 1960 studeerde Vrakking werktuigbouwkunde aan de Technische Hogeschool Delft, en daarna bedrijfseconomie aan de Erasmus Universiteit Rotterdam, en de Universiteit van Amsterdam.
Na zijn afstuderen werkte Vrakking enige jaren bij Koninklijke Shell, en begon in 1971 als managementconsultant bij Bosboom & Hegener in Amsterdam. Van 1975 tot 1988 was Vrakking daarnaast docent organisatiekunde bij het Instituut voor Wetenschap der Andragogie (IWA), Faculteit der Sociale Wetenschappen van de Universiteit van Amsterdam. Driekwart van zijn studenten afstuderen daar  af in de arbeids- en organisatieagogiek. Een van zijn studenten was Anton Cozijnsen, afgestudeerd in 1980, met wie hij samen meer dan 10 boeken schreef.  In 1988 werd hij  buitengewoon hoogleraar Organisatiekunde bij de Economische Faculteit  van de Erasmus Universiteit  te Rotterdam.  
In 1980 richtte Vrakking met Gerco Ezerman, Willem Mastenbroek en Lisa van de Bunt de Holland Consulting Group, HCG, op, waarbij hij sindsdien als adviseur is betrokken. Gedurende een reeks van jaren was hij  Managing-Partner van HCG.  Hij werd opgevolgd door John Koster. Vrakking werkte vanaf de start van zijn consultantschap in 1971 voor talloze bedrijven, overheden en instellingen.  Onder meer voor de overheid op de Nederlandse Antillen, en het Ministerie van Economische Zaken.. Hij is gespecialiseerd in strategische vraagstukken en hoe strategische veranderingen kunnen worden doorgevoerd.  De Van 1983 tot 1986 was Vrakking ook voorzitter van de Orde van organisatiekundigen en -adviseurs.
Sinds 2011 als Vrakking honorair vennoot bij de Holland Consulting Group, en actief als adviseur en docent strategisch management en verandermanagement aan de Erasmus Universiteit te Rotterdam.

## Publicaties, een selectie
- Cozijnsen, Anton Jan, and Willem J. Vrakking. Organisatiediagnose en organisatieverandering. Samsom BedrijfsInformatie, 1992.
- Vrakking, W. en Cozijnsen, A., De Organisatie-adviseur: Van Junior naar Top consultant. Alphen a/d Rijn, 1994.
- Cozijnsen, Anton J., and Willem J. Vrakking. Handboek verandermanagement: theorieën en strategieën voor organisatieverandering. Kluwer, 2003.
- Cozijnsen, Anton J. & Willem Vrakking. Basisboek  Integrale Veranderkunde, Boom, 2021
- Cozijnsen, Anton & Willem Vrakking. De Tirannie van Experts, Altros, 2022

### Artikelen, een selectie
- Vrakking, Willem J. "The innovative organization." Long Range Planning 23.2 (1990): 94-102.
- Vrakking, Willem J. "The implementation game." Journal of Organizational Change Management 8.3 (1995): 31-46.
- Cozijnsen, Anton J., Willem J. Vrakking, and Mariska van IJzerloo. "Success and failure of 50 innovation projects in Dutch companies." European Journal of Innovation Management 3.3 (2000): 150-159.